# Tatiana Gaidai
Tatiana Gaidai (17 de enero de 2001) es una deportista rusa que compite en natación sincronizada. Ganó dos medallas de bronce en el Campeonato Mundial de Natación de 2025, en las pruebas dúo técnico y dúo libre.

## Palmarés internacional
| Campeonato Mundial | Campeonato Mundial  | Campeonato Mundial | Campeonato Mundial |
| Año                | Lugar               | Medalla            | Prueba             |
| ------------------ | ------------------- | ------------------ | ------------------ |
| 2025               | Singapur (Singapur) | Medalla de bronce  | Dúo técnico        |
| 2025               | Singapur (Singapur) | Medalla de bronce  | Dúo libre          |